# Luis Moreno (Fußballspieler)
Luis Moreno (* 19. März 1981 in Panama-Stadt) ist ein ehemaliger panamaischer Fußballspieler. Der Verteidiger stand den Großteil seiner Karriere beim Tauro FC unter Vertrag. Er war Nationalspieler von Panama.
Für internationales Aufsehen sorgte Moreno am 27. Februar 2011, als er im Spiel seines Vereins bei Atlético Junior de Barranquilla im Estadio Metropolitano Roberto Meléndez eine benommen auf dem Rasen liegende Eule trat, die an den dabei erlittenen Verletzungen später verstarb.

## Vereinskarriere
Moreno startete seine Profikarriere im Jahr 2000 beim venezolanischen Erstligisten Deportivo Italia, wo er allerdings noch nicht den Durchbruch schaffte. Daraufhin wechselte er in seine Heimat zum panamaischen Verein Tauro FC. Dort avancierte Moreno während seiner vier Jahre zur Stammkraft. Zur Saison 2005 wurde er vom kolumbianischen Zweitligisten Envigado FC unter Vertrag genommen, für den er in 43 Einsätzen zweimal traf.
Mitte 2006 wechselte er jedoch in seine Heimat zum Rekordmeister Tauro FC zurück, mit dem er im Jahr 2010 die panamaische Meisterschaft feiern konnte. 2007 spielte er zwischenzeitlich für den kolumbianischen Erstligaklub Santa Fe CD. Auch dort kam Moreno regelmäßig zum Einsatz, sein Vertrag wurde aber aufgelöst. Noch im selben Jahr ließ er ein kurzes Engagement bei CD Veracruz in Mexiko folgen, bevor er wieder zu Tauro heimkehrte.
Anfang 2011 zog es Moreno als Leihe zurück nach Kolumbien, wo er in dieser Zeit beim Erstligisten Deportivo Pereira unter Vertrag stand. Nach einem halben Jahr spielte er wieder Fußball beim Tauro FC in seinen Heimatland, wo er seine Laufbahn im Jahr 2016 beendete.

## Nationalmannschaftskarriere
Seit 2001 spielte Moreno in der panamaischen Fußballnationalmannschaft und nahm mit seiner Mannschaft unter anderem am CONCACAF Gold Cup 2005, 2007 und 2009 teil, wo er in die Mannschaft des Turniers gewählt wurde. Ein Länderspieltreffer gelang dem Abwehrspieler bislang noch nicht. Sein letztes Spiel bestritt er 2011 gegen Paraguay.

## Tötung einer Eule
Im Februar 2011 sorgte Moreno für einen Skandal, als er während eines live im kolumbianischen Fernsehen ausgestrahlten Spiels einer Eule einen Fußtritt versetzte, die später an einer zu hohen Milchsäure-Konzentration, die durch intensiven Kontakt mit Menschen entstehen kann, verstarb. Die Eule bewohnte seit geraumer Zeit das Estadio Metropolitano Roberto Meléndez von Atlético Junior und galt dort aufgrund ihrer häufigen Präsenz als eine Art lebendes Maskottchen. Während des Gastspiels von Deportivo Pereira ließ sich das Tier auf dem Spielfeld nieder und wurde unglücklich vom Ball getroffen. Nachdem das Spiel unterbrochen worden war und Mitglieder des Zivilschutzes sich vorbereitet hatten, das benommen auf dem Feld liegende wilde Tier zu bergen, lief Moreno ca. zehn Meter auf den Vogel zu und trat ihn in die Richtung der Außenlinie. Obwohl die Eule sogleich in tierärztliche Obhut gegeben wurde, verstarb sie am übernächsten Tag. Die Bilder des Trittes gingen um die Welt und verhalfen Moreno zu unrühmlicher Bekanntheit.
Die kolumbianische Umweltbehörde hat ein Verfahren wegen Tierquälerei gegen Moreno eröffnet. Der Panamaer, der seine Attacke inzwischen sehr bedauerte, wurde zu einer Strafe von umgerechnet 10.000 Euro verurteilt. Außerdem musste sich der Spieler des Erstligaklubs Deportivo Pereira für die Tierquälerei öffentlich entschuldigen und in einem Zoo gemeinnützige Arbeit leisten.
Noch im gleichen Jahr machte Moreno erneut negativ von sich reden, als er einen am Boden liegenden Gegenspieler des Vereins Deportivo Cali mit voller Wucht gegen den Oberkörper trat. Daraufhin erhielt er unverzüglich die rote Karte und wurde für zwei Spiele gesperrt, sowie zu einer Geldstrafe von 500 Dollar verurteilt.